# 鼠ケ関駅
鼠ケ関駅（ねずがせきえき）は、山形県鶴岡市鼠ヶ関乙にある、東日本旅客鉄道（JR東日本）羽越本線の駅である。

## 歴史
- 1923年（大正12年）11月23日：鉄道省陸羽西線の駅として、温海（現あつみ温泉） - 当駅間開業と同時に開業[1][2]。
- 1924年（大正13年）7月31日：羽越線の駅となる[2]。
- 1925年（大正14年）11月20日：支線となる赤谷線の開業に伴い、羽越本線の駅となる。
- 1972年（昭和47年）
  - 年内：ヤード使命を廃止。
  - 9月1日：貨物の取り扱いを廃止し、旅客駅となる[1]。
- 1984年（昭和59年）2月1日：荷物の取り扱いを廃止[1]。
- 1985年（昭和60年）3月14日：酒田機関区鼠ケ関駐泊所を廃止。
- 1986年（昭和61年）
  - 10月28日：現駅舎に改築。
  - 11月1日：駅員無配置駅となる[3]（簡易委託化）。
- 1987年（昭和62年）4月1日：国鉄分割民営化に伴い、東日本旅客鉄道の駅となる[1]。
- 2004年（平成16年）4月1日：JR東日本乗車券委託販売所（簡易委託）の受託を解除し、無人化[2]。
- 2006年（平成18年）
  - 4月1日：「きらきらうえつ」が停車。
  - 7月13日：午後8時10分ごろに、大雨の影響で小岩川駅 - あつみ温泉駅間で土砂崩れが発生。当駅 - あつみ温泉駅間が8月9日まで不通となる。
- 2008年（平成20年）1月1日：子年にちなみ、来駅記念スタンプ台を設置。
- 2012年（平成24年）5月1日：名誉駅長を配置[4]。
- 2016年（平成28年）9月11日：天皇・皇后の山形県訪問（全国豊かな海づくり大会出席など）に伴い、E655系（特別車両 E655-1 を含む6両編成）使用のお召し列車が、酒田駅から当駅間、および当駅から鶴岡駅間にそれぞれ運転される[5]。
- 2019年（令和元年）：きらきらうえつが運行終了したことに伴い快速が停車しなくなる。

## 駅構造
単式ホーム1面1線と島式ホーム1面2線、計2面3線のホームを有する地上駅になっている。互いのホームは跨線橋で連絡している。
酒田駅管理の無人駅であるが、駅および駅周辺の美化活動を行うボランティアとしてJR東日本OBに名誉駅長を委嘱している。駅近くにマリーナがあることにちなんで、駅舎はヨットを模したデザインとなっている。駅舎には自動販売機、トイレなどがある。2018年（平成30年）4月17日までは簡易型自動券売機が設置されていた。夜間滞泊があるため、駅舎の半分は乗務員宿泊所となっている。
村上・酒田両方面からの列車の一部が、当駅で折り返しとなっている。両方面の始発・最終列車も当駅発着となっており、2本とも2番線で夜間滞泊になる。
過去には、当駅から夏季に海水浴客向け臨時快速「ねずがせきかっぱ」号が運行していたほか、急行「月山」（仙台 - 鼠ケ関）の発着駅であった。その頃、急行列車の停車は「月山」の始発・終着のみで、それ以外の特急・急行列車停車は一切なく、通過していた。
当駅は新潟県と山形県との県境に位置し、駅舎所在地は上記の通り山形県鶴岡市にあるが、構内の新津方分岐器付近は新潟県村上市伊呉野に存在する。

### のりば
| 番線 | 路線      | 方向                   | 行先                   |
| ---- | --------- | ---------------------- | ---------------------- |
| 1    | ■羽越本線 | 下り                   | 鶴岡・酒田・秋田方面   |
| 2    | ■羽越本線 | （当駅始発・待避列車） | （当駅始発・待避列車） |
| 3    | ■羽越本線 | 上り                   | 村上・新津・新潟方面   |

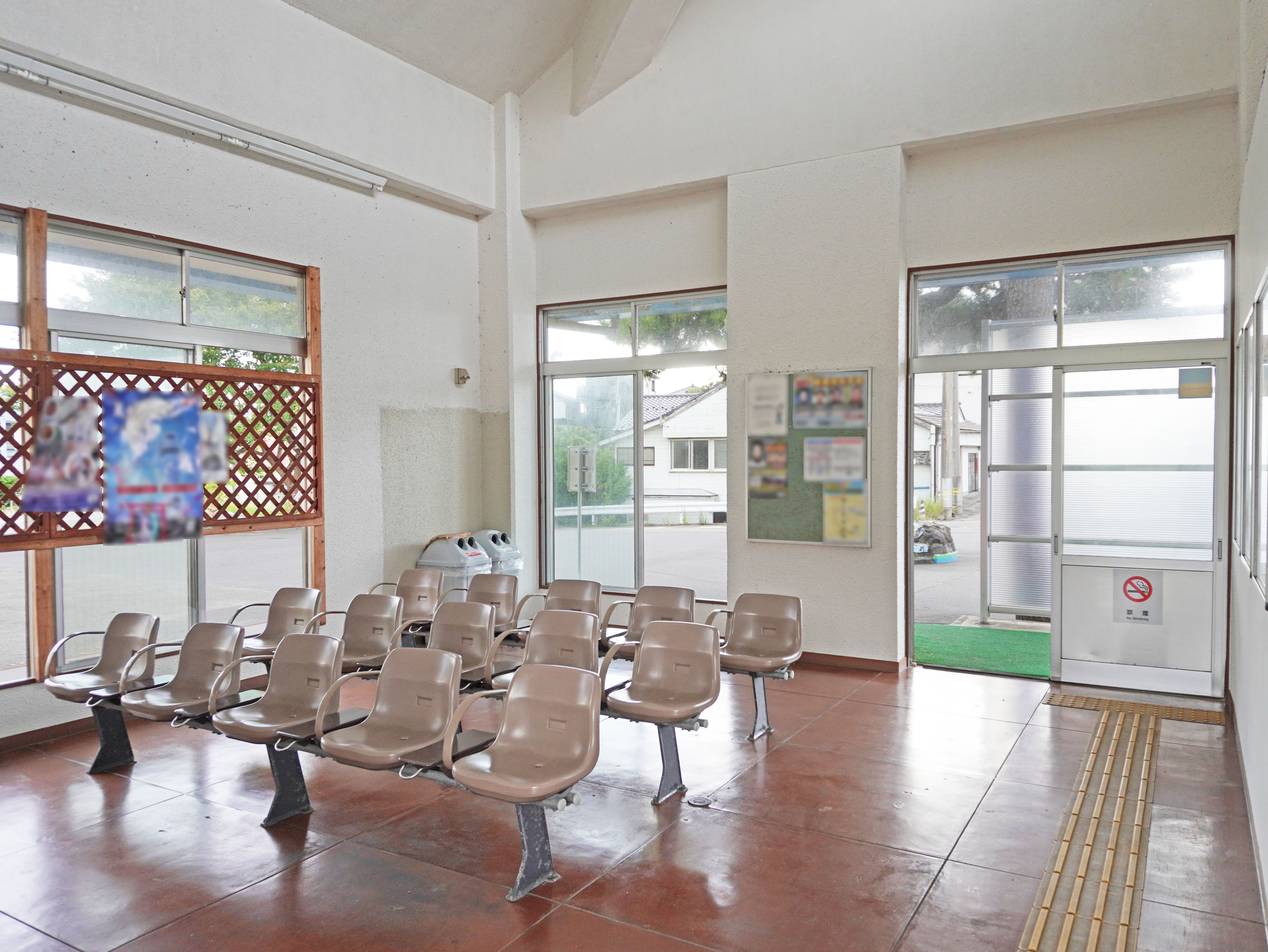
待合室（2022年9月）
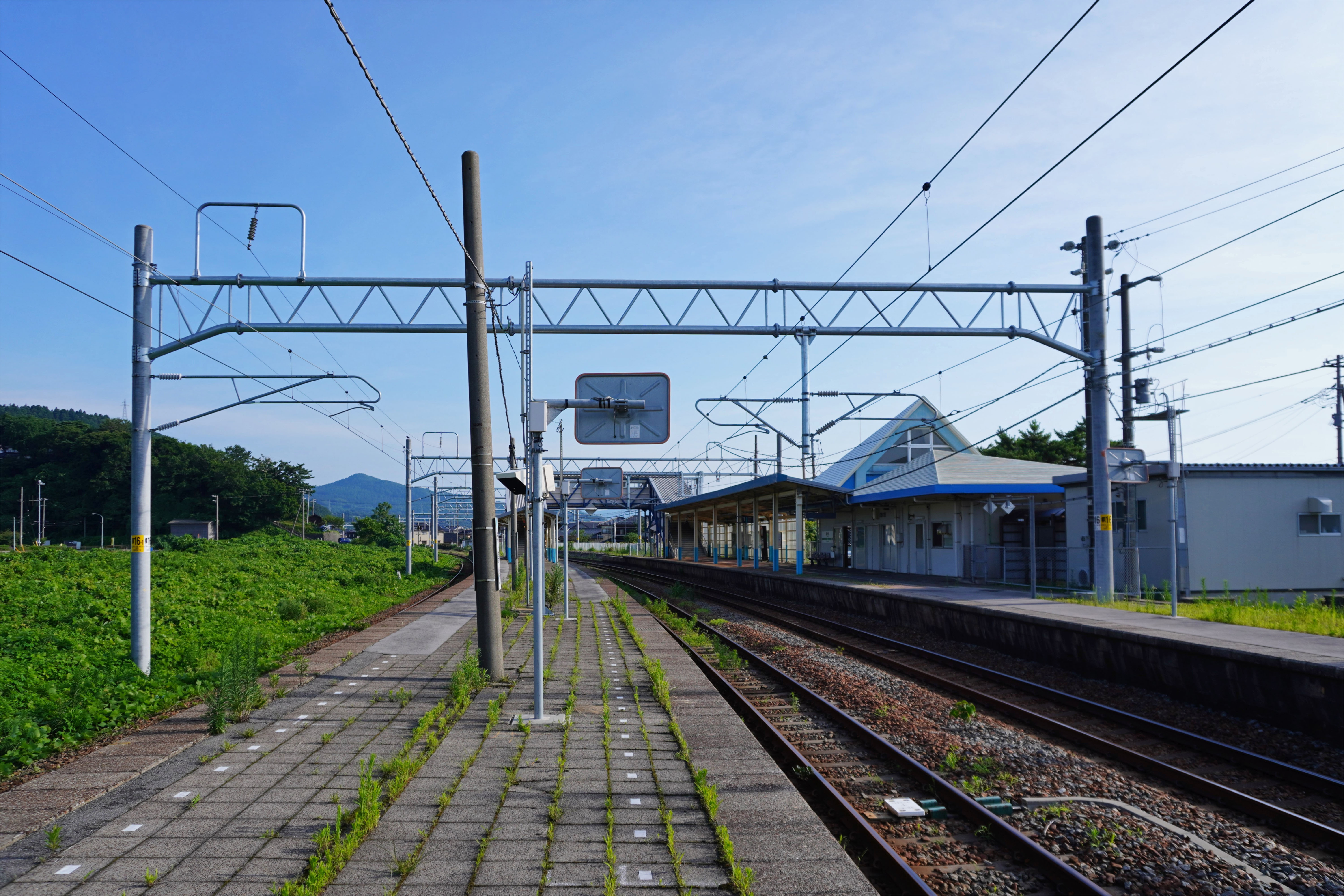
ホーム（2023年7月）

## 利用状況
2000年度（平成12年度）- 2009年度（平成21年度）の1日平均乗車人員の推移は以下のとおりであった。
| 1日平均乗車人員推移 | 1日平均乗車人員推移 | 1日平均乗車人員推移 | 1日平均乗車人員推移 | 1日平均乗車人員推移 |
| 年度                | 一般                | 定期                | 合計                | 出典                |
| ------------------- | ------------------- | ------------------- | ------------------- | ------------------- |
| 2000年（平成12年）  |                     |                     | 111                 | [ 7 ]               |
| 2001年（平成13年）  |                     |                     | 113                 | [ 8 ]               |
| 2002年（平成14年）  |                     |                     | 105                 | [ 9 ]               |
| 2003年（平成15年）  |                     |                     | 108                 | [ 10 ]              |
| 2004年（平成16年）  |                     |                     | 94                  | [ 10 ]              |
| 2005年（平成17年）  | 24                  | 64                  | 88                  | [ 11 ]              |
| 2006年（平成18年）  | 21                  | 57                  | 78                  | [ 11 ]              |
| 2007年（平成19年）  | 23                  | 63                  | 86                  | [ 11 ]              |
| 2008年（平成20年）  | 24                  | 68                  | 92                  | [ 11 ]              |
| 2009年（平成21年）  | 20                  | 74                  | 95                  | [ 11 ]              |

## 駅周辺

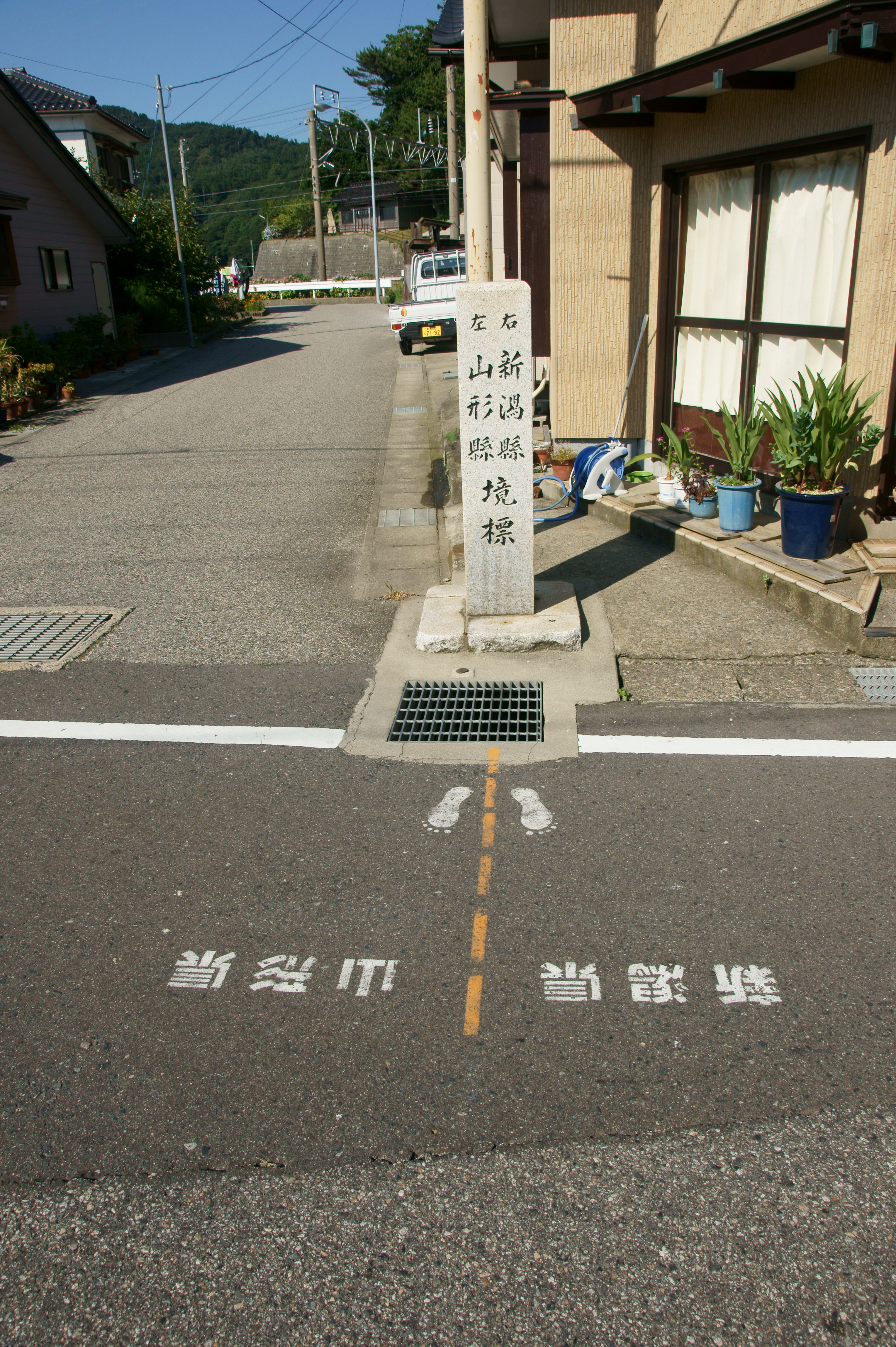
山形県と新潟県の県境

周辺は山形県と新潟県の境目。県境付近でも民家は切れ間なく林立している。
- 近世念珠関址
- 鼠ヶ関港
- 鼠ヶ関マリーナ
- マリンパークねずがせき
- 弁天島
- 鼠ヶ関郵便局
- 念珠の松庭園
- 鶴岡警察署鼠ヶ関駐在所

## 隣の駅
東日本旅客鉄道（JR東日本）
■羽越本線
府屋駅 - 鼠ケ関駅 - 小岩川駅